# Ea Ral
Ea Ral là một xã thuộc huyện Ea H'leo, tỉnh Đắk Lắk, Việt Nam.
Xã Ea Ral có diện tích 72,51 km², dân số năm 1999 là 9582 người, mật độ dân số đạt 132 người/km².
Toàn xã có 9 thôn, 6 buôn. Các Buôn: A Riêng, Riêng B, Tùng Thăng, Tùng Kúh, Tùng Táh, Tùng Xê. Thôn: 1, 2, 3, 4, 5, 6, 6A, 7, 8.